# Austrophasiopsis formosensis
Austrophasiopsis formosensis är en tvåvingeart som beskrevs av Townsend 1933. Austrophasiopsis formosensis ingår i släktet Austrophasiopsis och familjen parasitflugor. Inga underarter finns listade i Catalogue of Life.